# House at the End of the Street
House at the End of the Street ist ein US-amerikanischer Psychothriller des Regisseurs Mark Tonderai aus dem Jahr 2012 mit den Hauptdarstellern Jennifer Lawrence, Elisabeth Shue und Max Thieriot.

## Handlung
Die frisch geschiedene Sarah und ihre Tochter Elissa finden in einem kleinen eleganten ländlichen Ort das Haus ihrer Träume. Von Anfang an wissen die beiden, dass im Nachbarhaus Jahre zuvor eine Tochter ihre Eltern tötete und verschwand – ihr Bruder Ryan wurde bereits mit sieben Jahren aus der Familie verstoßen, weil er für einen früheren Unfall verantwortlich gemacht wurde, bei welchem die Tochter bleibende Schäden davongetragen hatte und danach nicht mehr dieselbe war. Nach dem Tod der Eltern nahm Ryan das Elternhaus wieder in Besitz und lebt nun dort als sozialer Außenseiter, argwöhnisch beäugt von Nachbarn und Anwohnern, die in dem ungepflegten Altbau und seiner Vorgeschichte einen Negativfaktor für ihre eigenen Immobilienwerte sehen.
Gegen den Willen ihrer Mutter beginnt Elissa eine Beziehung mit dem zurückgezogen lebenden Ryan. Was keiner ahnt: Die vermeintliche Tochter, Carrie Ann, lebt in Gefangenschaft im Luftschutzkeller des Elternhauses und wird dort von Ryan versorgt. Carrie Ann scheint immer noch sehr aggressiv zu sein und kann nur durch Spritzen beruhigt werden. Dennoch versucht sie immer wieder zu fliehen, was ihr eines Tages auch gelingt. Sie erreicht das Haus von Sarah und Elissa, kann aber noch rechtzeitig wieder von Ryan eingefangen und zurückgebracht werden. Als Carrie Ann erneut versucht zu fliehen, wird sie versehentlich von Ryan getötet, als er versucht, sie ruhigzustellen, damit sie nicht entdeckt wird. Im weiteren Verlauf stellt sich heraus, dass Ryan sich eine Carrie Ann halten muss, weil sie der Lebensmittelpunkt der Familie gewesen ist. Die echte Carrie Ann bleibt unterdessen weiter verschwunden. Nach dem Tod der ersten entführten Frau findet Ryan in einem Diner eine neue junge Frau, die er entführt und in den Luftschutzkeller bringt.
Als auf dem Musikfest der Schule eine Gruppe Jugendlicher Ryans Auto demoliert und danach auch ihn angreift, setzt er sich zur Wehr, wobei er einem Angreifer ein Bein bricht. Anschließend läuft er weg. Die jugendlichen Angreifer fahren daraufhin zu Ryans Haus, da sie es für seine einzige Versteckmöglichkeit halten. Auch Elissa fährt mit Ryans zurückgelassenem Auto zu dessen Haus, wo die Jugendlichen gerade einen Molotowcocktail durch eine Glasscheibe geworfen haben. Elissa betritt allein das Haus und es gelingt ihr, die Flammen zu ersticken.
Nach der Brandbekämpfung fällt ihr Blick zufällig auf den Mülleimer, in welchem sich sowohl eine Tampon- als auch eine Verpackung für blaue Kontaktlinsen befinden. Kurz darauf hört sie Geräusche aus dem Keller kommen. Die Geräusche kommen von einem alten Trockner, welchen sie abstellt. Dabei fällt ihr ein Scharnier unter dem Vorleger auf dem Boden auf, welchen sie zur Seite legt. Unter dem Vorleger befindet sich eine Wendeltreppe. Sie geht nach unten und gelangt zu einer versperrten Tür. Da sie jedoch Ryans Schlüsselbund hat, kann sie diese aufsperren. Sie betritt den Raum und wird plötzlich von der für Carrie Ann gehaltenen jungen Frau angegriffen. In diesem Moment erscheint auch Ryan – und bittet Elissa, oben auf ihn zu warten, damit er ihr alles erklären kann. Während sie auf ihn wartet, durchwühlt sie nochmals den Müll und findet zusätzlich zu den Tampons und den Kontaktlinsen auch noch den Studentenausweis einer jungen Frau.
Langsam begreift sie den Ernst der Lage. Ryan bittet sie deshalb, niemanden von Carrie Ann zu erzählen. Als sie zustimmt und sagt, dass sie gehen müsse, schlägt Ryan sie von hinten nieder. Als sie wieder zu sich kommt, ist sie gefesselt und mit der Studentin zusammen in dem geheimen Kellerraum eingesperrt. Da Ryan jedoch nur eine Carrie Ann haben will (zu welcher Elissa werden soll), will er sich der bewusstlosen Studentin entledigen und trägt sie aus dem Raum. Kurz darauf läutet jedoch ein Polizist und teilt ihm mit, dass er am folgenden Tag seine Aussage zu seiner Schlägerei machen müsse. Zudem fragt er, ob Ryan Elissa gesehen habe, was dieser verneint. Nachdem der Polizist das Haus wieder verlassen hat, ruft er jedoch Elissa an. Ihr Handy, das ihr aus der Tasche gefallen ist, klingelt in Ryans Küche. Daraufhin löscht Ryan das Licht, und der Polizist betritt mit gezogener Waffe wieder das Haus und macht sich auf die Suche nach Elissa.
Als er gerade in den Keller hinuntersteigen will, wird er von Ryan überrascht, fällt die Treppe hinunter und verliert seine Waffe. Ryan rammt ihm mehrere Male ein Messer in den Bauch, bis er regungslos liegenbleibt. Während des Kampfes der beiden konnte sich Elissa von ihren Fesseln befreien. Als Ryan wieder den Raum betritt, in dem sie gefangen gehalten wird, kann sie in die Garage fliehen. Sie will mit dem Auto entkommen, doch steckt der Schlüssel nicht. Ryan holt sie ein, betäubt sie mit Chloroform und legt sie in den Kofferraum.
Jedoch schellt es abermals an der Türe. Es ist Elissas Mutter, die verzweifelt ihre Tochter sucht. Ryan gibt vor, sie nicht gesehen zu haben. Als die Mutter aber ein Geräusch aus dem Keller hört, läuft sie dorthin. Als sie vor der versperrten Garagentür steht, rammt Ryan auch ihr ein Messer in den Bauch. Elissa hat sich mittlerweile aus dem Kofferraum befreit und im Keller versteckt. Ryan sucht nach ihr und versucht, sie wieder zu fangen. Elissa kann sich jedoch losreißen, entdeckt die Waffe des Polizisten und schießt damit auf Ryan, doch geht dieser rechtzeitig in Deckung. Außerdem schaltet er den Strom ab. Elissa hat aber die Taschenlampe des Polizisten und trifft Ryan, als er versucht, sie mit dem Messer anzugreifen.
Als sie dem anscheinend toten Ryan die Schlüssel für die Kellertüre aus der Tasche wegnehmen will, greift dieser nach ihrer Hand und versucht, sie mit dem Messer zu verletzen. Doch kann ihre Mutter ihn mit einem Hammer zu Boden strecken. Ryan überlebt knapp mit zwei Schusswunden und kommt in eine psychiatrische Anstalt.
Am Ende des Films stellt sich heraus, dass die Schwester von Ryan im Kindesalter bei dem Unfall beim Spielen nicht nur ums Leben kam, sondern ihre Eltern Ryan auch zwangen, die Rolle von Carrie Ann anzunehmen. Tat er das nicht, wurde er gezüchtigt. Er wurde mit denselben Methoden (Beruhigungsspritzen, Hausarrest) behandelt, wie er es mit den jungen Frauen tat. Es ist nun klar, dass nicht Carrie Ann, sondern Ryan die Eltern getötet hatte. Außerdem erfährt man, dass der Polizist von dem Todesfall seiner Schwester (welche Ryans Vater im Wald vergraben hat) wusste und die Familie gedeckt hat.

## Kritiken
„Regisseur Mark Tonderai nähert sich seinen Figuren mit großem Respekt und sehr behutsam, das macht seinen Psychothriller zu einem angenehm unspekulativen und einfühlsamen Genre-Beitrag, der immer dann am schwächsten gerät, wenn die Spannungsschraube auf konventionelle Art angezogen werden soll.“

„House at the End of the Street versucht es auf die subtile Art, indem er ein geheimnisvolles Puzzle um den letzten Überlebenden eines brutalen Mordes herum aufbaut. Leider braucht das aber viel zu lange, um wirklich zu packen. Und die Rahmenhandlung darf sich gleich ganz geschenkt werden.“

„House at the End of the Street vereint einige talentierte Schauspieler, die aber in dieser Mischung aus Teenagerdrama und Thriller nicht genug Stoff bekommen, um ihre Stärken wirklich herauszuspielen. Für Genrefans trotz der fehlenden Überraschungen einen Blick wert.“

„Die spannende Grundidee wurde (…) mit dem üblichen Hauen und Stechen so unbefriedigend umgesetzt, dass man diesen Film wohl schneller vergessen wird als das schmachvolle Ergebnis des letzten Fußballspiels von Eintracht Frankfurt.“